# Smoluchowski (Mondkrater)
Smoluchowski ist ein Einschlagkrater auf der Mondrückseite.
Der Krater Smoluchowski liegt im Norden der erdabgewandten Seite, dicht hinter dem nordwestlichen Rand der Mondscheibe, so dass er nur bei günstiger Libration von der Erde aus seitlich zu sehen ist. Er überlagert den Nordrand des größeren Kraters  Poczobutt und liegt im Südwesten des etwas kleineren Paneth. 
Smoluchowski ist von vielen späteren Einschlägen gezeichnet, der größte unter ihnen überlagert den südlichen Kraterwall.
Die Entstehungszeit des Kraters fällt in die nektarische Periode, er ist teilweise von imbrischen Auswürfen überlagert.
Smoluchowski hat zwei Nebenkrater:
| Buchstabe | Position           | Durchmesser | Link |
| --------- | ------------------ | ----------- | ---- |
| F         | 59,97° N, 90,82° W | 34 km       |      |
| H         | 59,25° N, 92,84° W | 40 km       |      |

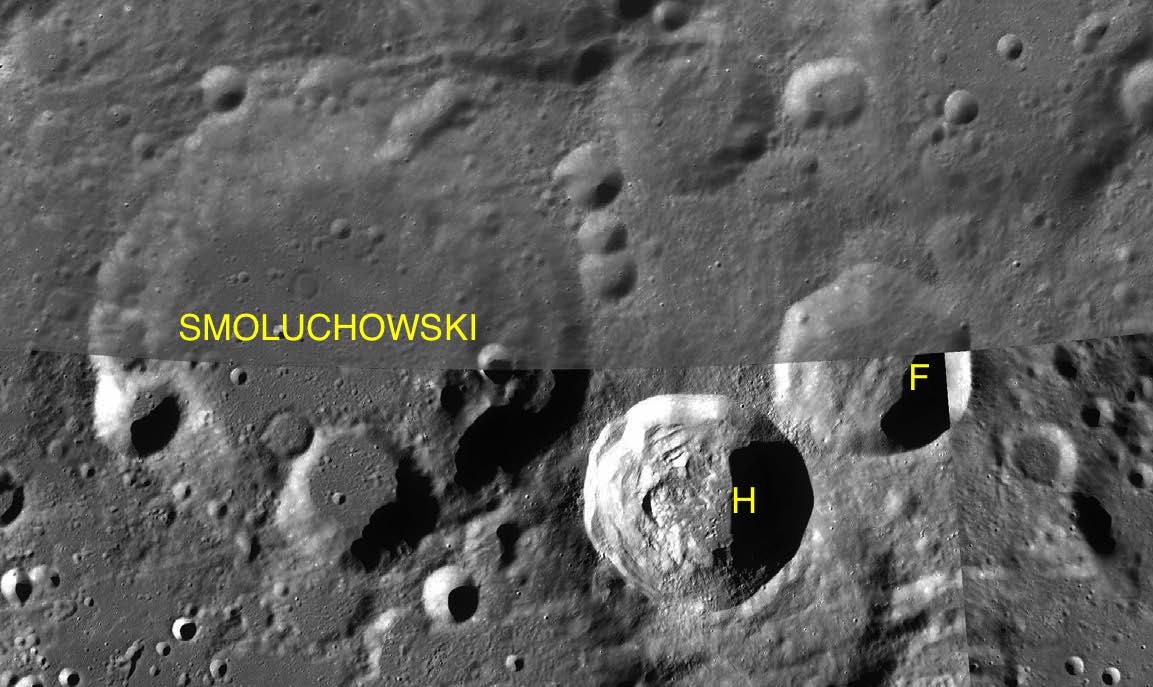
Smoluchowski mit seinen Nebenkratern

Der Krater wurde 1970 von der IAU offiziell nach dem polnischen Physiker Marian Smoluchowski benannt.